# Urolophus bucculentus
Urolophus bucculentus är en rockeart som beskrevs av MacLeay 1884. Urolophus bucculentus ingår i släktet Urolophus och familjen Urolophidae. IUCN kategoriserar arten globalt som sårbar. Inga underarter finns listade i Catalogue of Life.